# Берта I (герцогиня Бретані)
Берта I (*Berthe de Bretagne бл. 1114 — 1156) — герцогиня (спільно з чоловіком Одо де Пороетом) Бретані у 1148—1156 роках.

## Життєпис

### Молоді роки
Походила з династії Корнуай. Донька Конана III, герцога Бретані, та Матильди Нормандської (позашлюбної доньки Генріха I, короля Англії). народилася близько 1114 року. Спочатку виховувалася при дворі батька.
1138 року вийшла заміж за сина Стефана де Пент'євра — Алена Чорного, графа Річмонда. Разом з чоловіком перебралася до Англії, де мешкала при дворі англійських родичів в Лондоні до 1146 року, коли помер Ален Чорний.
Тоді ж повернулася до Бретані. У 1148 році вийшла заміж за Одо, віконта Пороет. Того ж року її батько зрікся свого сина Гоеля і оголосив сина Берти — Конана — спадкоємцем трону. Невдовзі Конан III помер, проте Гоель, брат Берти, оголосив себе герцогом. Берта з чоловіком та родиною вимушені були тікати до Англії.
Втім вже 1149 року за підтримки деяких феодалів та церковних прелатів Берта і Одо повернулися до Бретані, де оголосили себе правителями та почали війну проти Гоеля III. Вона тривала до 1153 року. З огляду на постійні військові дії, Берта фактично усунулася від державних справ, передавши їх чоловікові.
Зрештою 1154 року вдалося здолати суперника й Берта та Одо стали одноосібними володарями Бретонського герцогства (окрім Нантського графства, яке поступлено Гоелю). Втім як до того, правління належало Одо де Пороету. 1156 року Берта померла, після чого почалася боротьба за владу між Одо де Пороетом та Конаном IV.

## Родина
1. Чоловік — Ален, син Стефана I, графа Пент'євр.
Діти:
- Конан (бл. 1139—1171), герцог Бретані у 1156—1166 роках
- Еноген (д/н—1187), аббатиса монастиря Нотр-Дам дю Нід-о-Мерле в Сен-Сюльпіс-ла-Форе
- Констанція (д/н—1184), дружина Алена III, віконта Роган

2. Чоловік — Одо, син Жоффруа, віконта Пороета
Діти:
- Жоффруа (д/н—1155)
- Аделаїда (д/н—1220), аббатиса в Фонтевро
- Алікс, коханка Генріха II, короля Англії